# Parabellum MG 14
Parabellum MG 14 nebo Flugzeug-MG Parabellum (letecký kulomet Parabellum) byl lehký kulomet, který vyvinula Deutsche Waffen- und Munitionsfabriken AG (DWM) používající značku Parabellum. Typ byl používán Německou říší během první světové války.
Základem konstrukce byl kulomet Maxim MG 08, přepracovaný za účelem úspory hmotnosti. Zejména zbraň mohla fungovat i bez vodního chladiče, namísto nějž byl připevněn perforovaný plášť hlavně. Munice byla odebírána z bubnu namontovaného na pravé straně ve kterém byl navinut nábojový pás obsahující 250 nábojů.
MG 14 byl primárně používán ve vícemístných letounech. Pozorovatel ovládal pohyblivě uloženou zbraň a zajišťoval zadní část, zatímco pilot střílel vpřed s pevně instalovaným MG 08/15. Exempláře lafetované na vzducholodích byly z bezpečnostních důvodů opatřeny vodním chlazením.
Zpočátku byly jen výjimečně vydávané pěchotě, ke konci války se jich ale na bojišti objevovalo velké množství. K tomuto účelu bylo možné dodatečně namontovat dvojnožku.
V roce 1917 byl model revidován a uveden jako MG 14/17. Pro lepší manipulaci byl zmenšen průměr objemného pláště hlavně a ovládací prvky byly přepracovány tak, aby se daly ovládat i v rukavicích. Navíc kulomet dostal montážní lištu pro puškohled.

## Fotogalerie

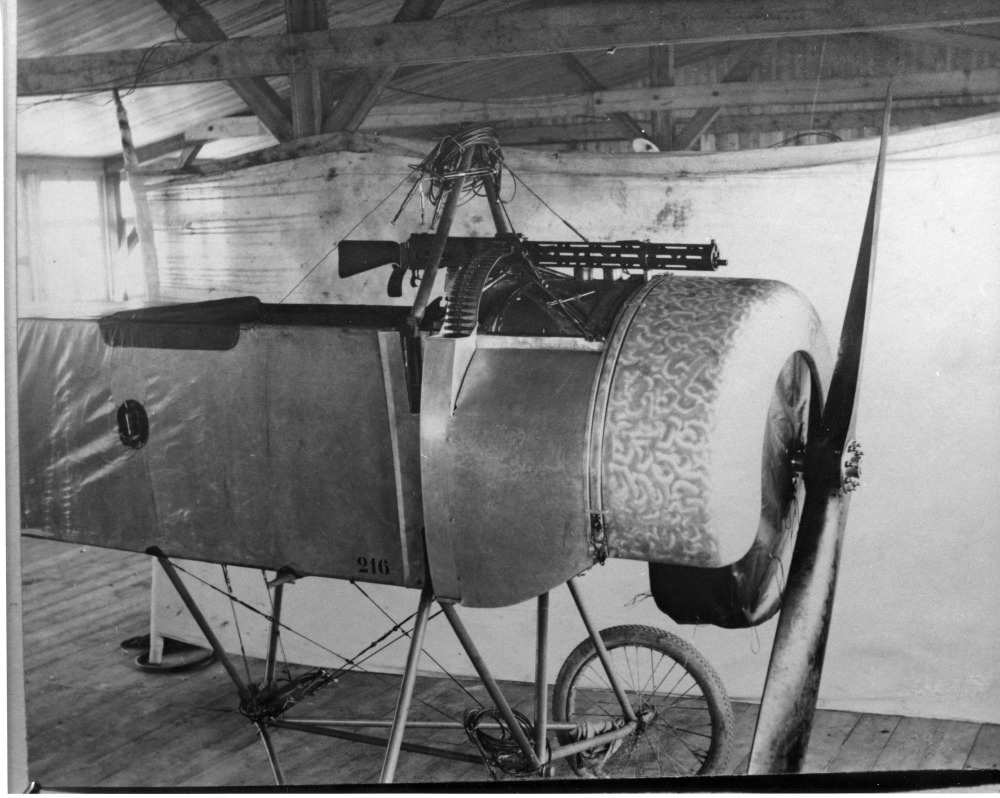
Synchronizovaný MG 14 pevně instalovaný na Fokkeru Eindecker.
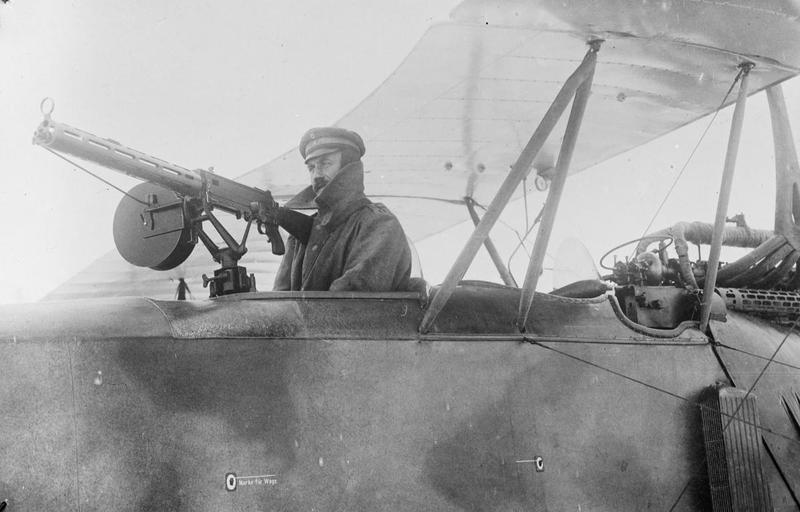
Pohyblivá instalace pozorovatelského MG 14
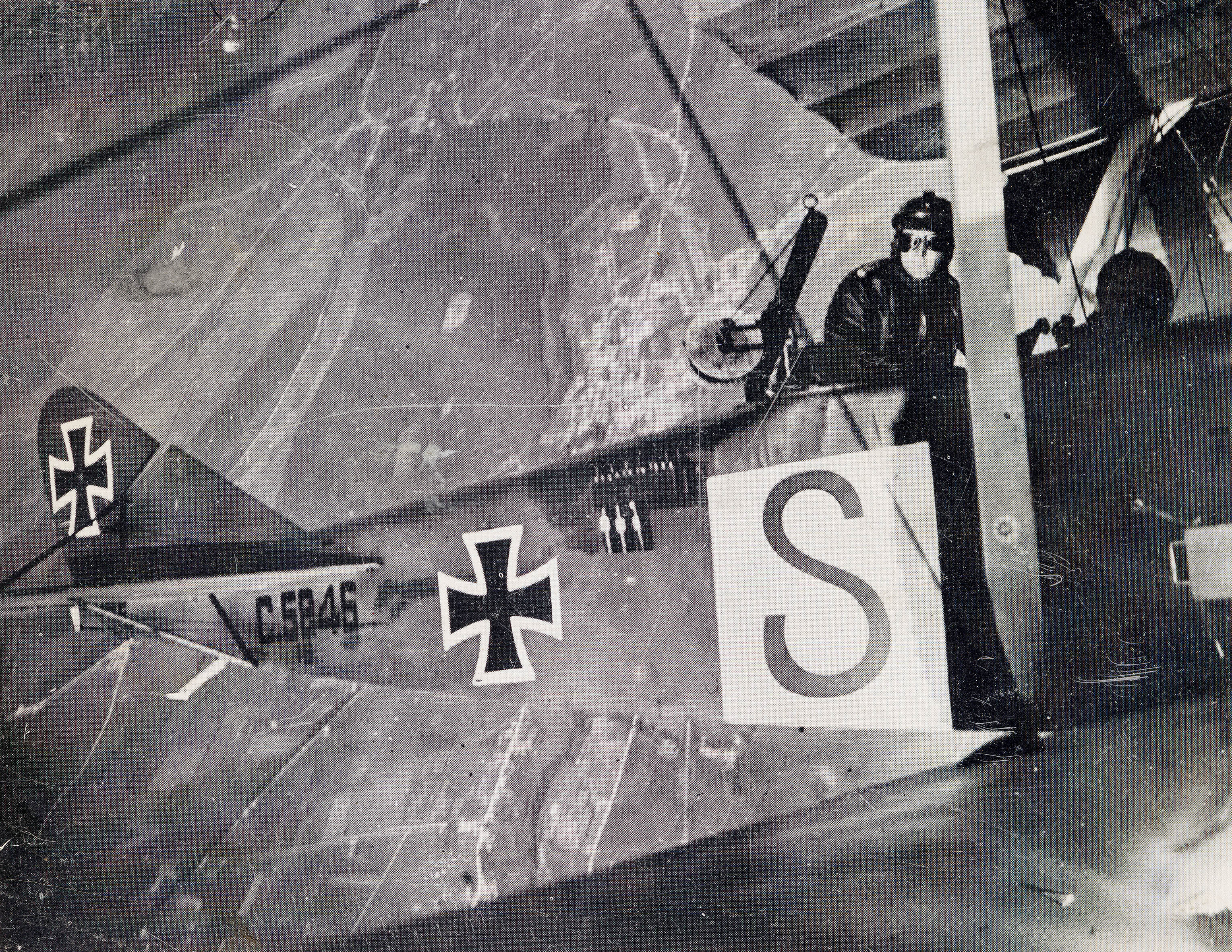
MG 14 na DFW C.V v letu
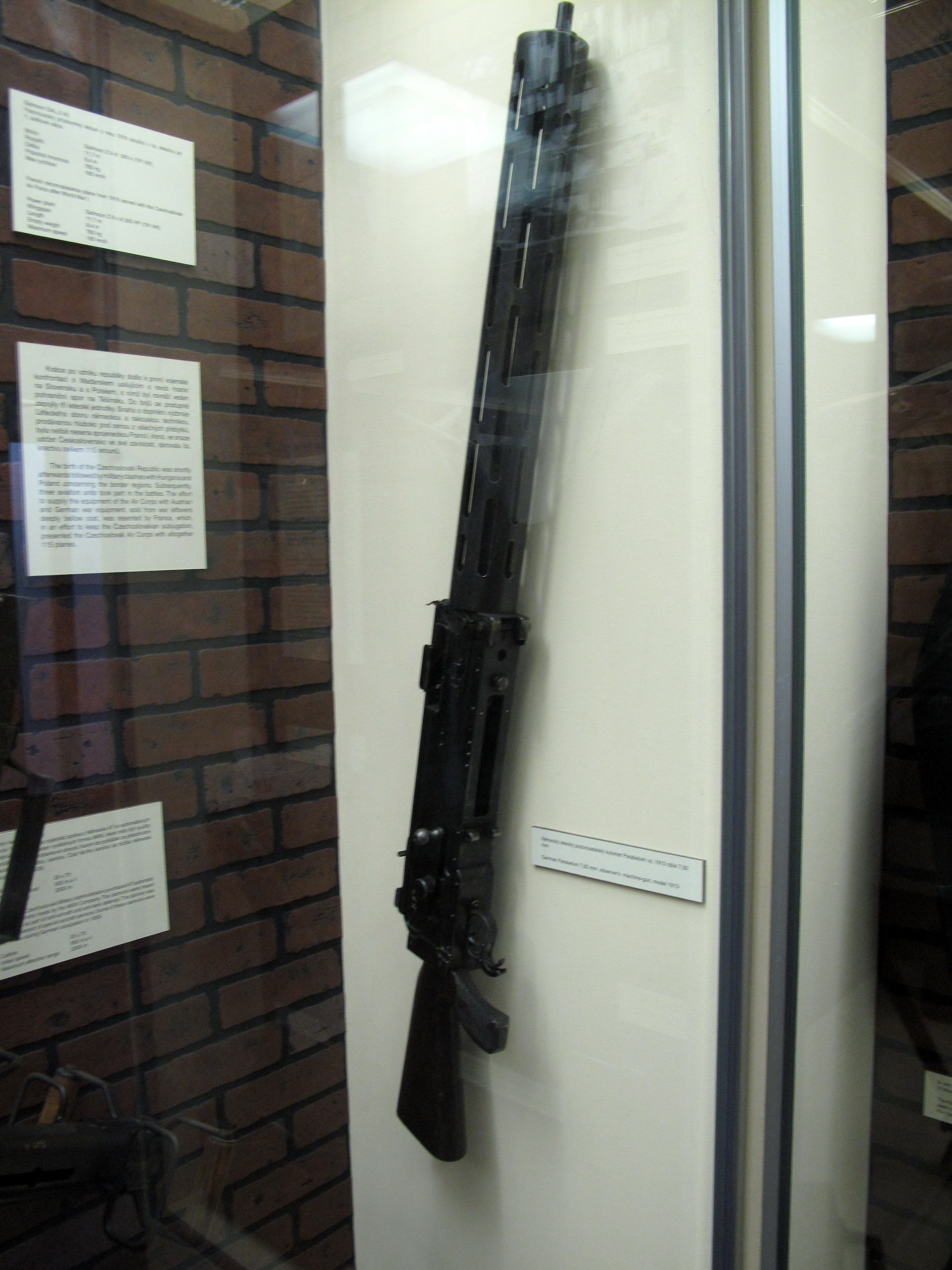
MG 14 v expozici Leteckého muzea Kbely